# 莫比乌斯芳香性

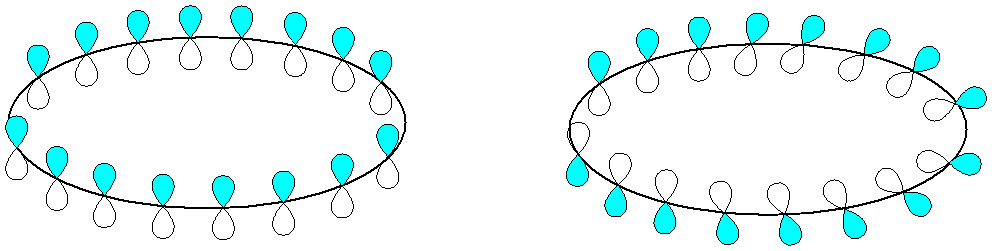
休克尔体系与莫比乌斯体系

在有机化学中，莫比乌斯芳香性是一类被认为存在于许多有机分子中的特殊的芳香性。用分子轨道理论来研究这些化合物发现共同点是其中分子轨道的单环阵列中有一些轨道的重叠有相位差，这与休克尔体系的芳香性特征恰好相反。这些轨道的立体构型让人想起了莫比乌斯带，这种芳香性因此得名。这类化合物中最小的应该是反式苯（trans-benzene）。1964年，埃德加·埃尔布罗内运用休克尔法研究得出了莫比乌斯体系。但第一种化合物是由赖纳·赫格斯的团队于2003年所合成的。
莫比乌斯体系也存在于过渡态中。决定一个过渡态是莫比乌斯体系还是休克尔体系的方法是有4n或4n+2个电子的反应是允许还是禁阻的。这种方法使用了休克尔–莫比乌斯理论。

## 合成
这种化合物（6）的合成如下图所示。先由四脱氢双蒽（1）和梯形烷三环辛二烯（2）替代环辛四烯进行几步光化学环加成反应。

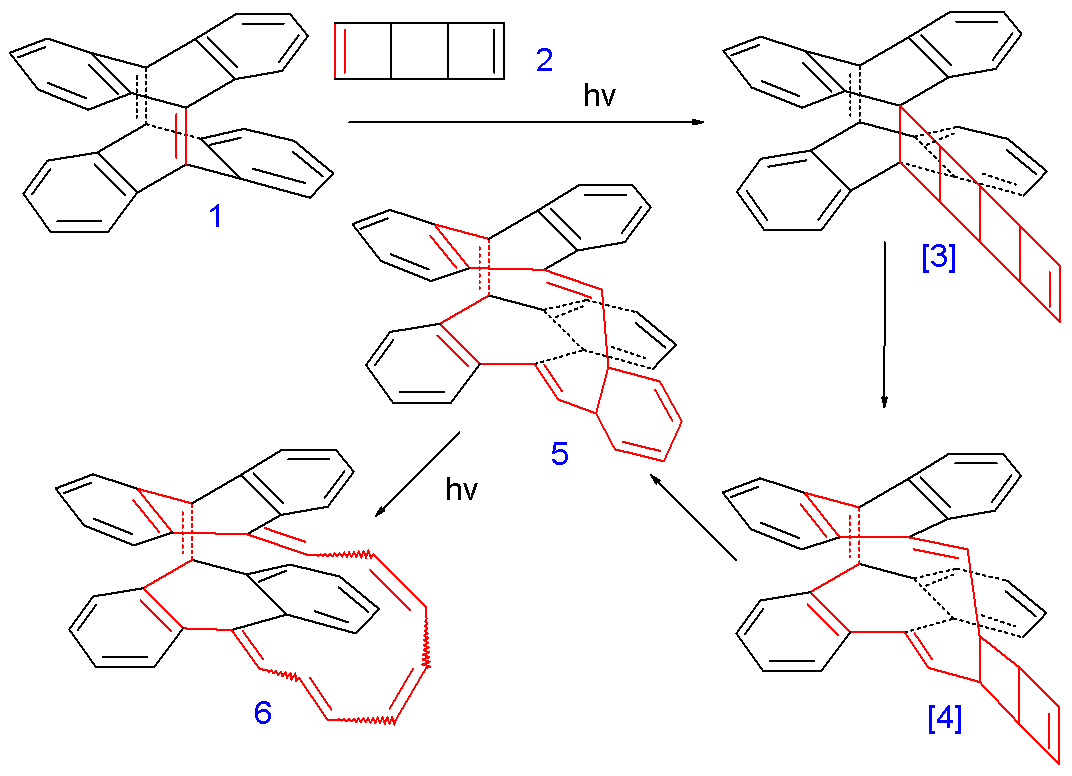
莫比乌斯环的合成

中间体（5）是两种异构体的混合物，最终产品（6）是五种顺反异构体的混合物。其中一种具有C2的分子对称性，与莫比乌斯芳香性相符，而另一种具有休克尔芳香性的异构体具有Cs对称性。尽管π体系有16个电子（4n个π电子的休克尔体系为反芳香性），还是证明了埃尔布罗内的预测，因为赫格斯的研究表明此化合物具有芳香性。X射线晶体学得出的键长的HOMA值为0.50（仅含多烯部分），对于整个化合物则是0.35，这表明它具有中等的芳香性。  
亨利·热帕指出中间体5到6的转化可以经休克尔或者莫比乌斯过渡态来进行。

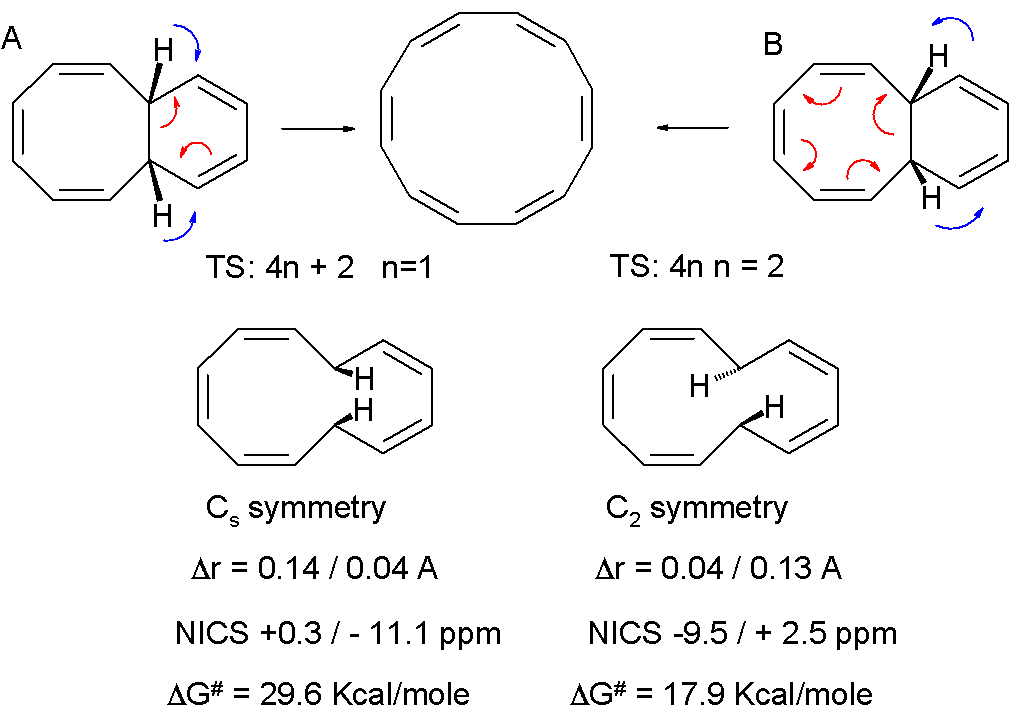
休克尔过渡态与莫比乌斯过渡态

其中的区别可以通过的假想的环十二碳六烯（[12]轮烯）周环开环反应来证明。休克尔过渡态（左）有6个π电子参与（红色箭头标出），具有Cs的分子对称性，在反应中一直保持这种对称性。这个开环反应是对旋和同面的，键长长短间隔，NICS值表明六元环具有芳香性。莫比乌斯过渡态有8个π电子，另外估算的活化能更低，具有C2对称性，开环是顺旋和异面的，八元环具有芳香性。